# Pescado 2
Pescado 2 (читається як Песка́до 2) — другий і останній студійний альбом аргентинського рок-гурту Pescado Rabioso 1973 року.
Запис платівки відбувався з листопада 1972 по лютий 1973 року у студії «Phonalex».
2007 року журнал Rolling Stone назвав цей альбом 19-м у списку найкращих в історії аргентинського року.
Альбом тричі перевидавався:
- 1996 на CD лейблом Sony BMG
- 2003 на CD лейблом Sony Music Distribution
- 2007 на CD лейблом Sony BMG

## Список пісень

### Диск 1
| #  | Назва                      | Тривалість |
| -- | -------------------------- | ---------- |
| 1. | «Panadero ensoñado»        | 0:37       |
| 2. | «Iniciado del alba»        | 3:12       |
| 3. | «Poseído del alba»         | 3:42       |
| 4. | «Como el viento voy a ver» | 5:10       |
| 5. | «Viajero naciendo»         | 2:53       |
| 6. | «Mañana o pasado»          | 2:43       |
| 7. | «Nena boba»                | 3:06       |
| 8. | «Madre - selva»            | 7:42       |
| 9. | «Peteribí»                 | 7:34       |

### Диск 2
| #  | Назва                      | Тривалість |
| -- | -------------------------- | ---------- |
| 1. | «16" de Peteribí»          | 0:18       |
| 2. | «Señorita»                 | 1:32       |
| 3. | «Credulidad»               | 3:04       |
| 4. | «Hola, pequeño ser»        | 9:37       |
| 5. | «Mi espíritu se fue»       | 4:28       |
| 6. | «Sombra de la noche negra» | 5:57       |
| 7. | «La cereza del zar»        | 1:48       |
| 8. | «Corto»                    | 1:42       |
| 9. | «Cristálida»               | 8:42       |

## Музиканти, що брали учать у записі альбому
- Луїс Альберто Спінетта — гітара, вокал
- Карлос Кутая — орган Хаммонда, піаніно
- Давід Лебон — бас-гітара, гітара, вокал
- Блек Амая — ударні